# Gefecht auf der Oberalp
Das Gefecht auf der Oberalp war ein militärischer Konflikt, der 1333 (nach anderen Quellen 1332) zwischen dem Kloster Disentis und der Talschaft Urseren im heutigen Schweizer Kanton Uri ausgetragen wurde.

## Vorgeschichte
Um das Jahr 800 gelangte die Talschaft Urseren in den Besitz des Klosters Disentis, die Bewohner hatten als Kolonisten aber besondere Rechte und Privilegien. So durften sie beispielsweise einen eigenen Ammann wählen, der vom Abt von Disentis mit der niederen Gerichtsbarkeit belehnt wurde. Die hohe Gerichtsbarkeit lag seit 1232 bei den Grafen von Rapperswil, den Kastvögten von Disentis. 1239/1240 bildete der Stauferkaiser Friedrich II. die Reichsvogtei Urseren. Durch das Aussterben der Rapperswiler gelangte die Reichsvogtei über Ursern 1283 an das Haus Habsburg.
Das Verhältnis zwischen der Abtei und Ursern war jedoch oft stark gespannt. Uri versuchte verschiedentlich, die Talschaft Ursern in seine Gewalt zu bringen, um den Gotthardpass völlig unter seine Kontrolle bringen zu können. 1317 wurde Heinrich von Hospental als habsburgischer Parteigänger von König Ludwig dem Bayern abgesetzt und das Amt des Ammanns und Untervogts an den Ursner Konrad von Moos übertragen, der aus dem niederen Adel stammte und auch das Urner Landrecht innehatte.

## Verlauf
Im Jahr 1323 besetzte Uri das Urserental und vertrieb den österreichisch gesinnten Vogt, 1331 erfolgte ein urnerischer Übergriff ins Livinental, das unter der Hoheit des Herrn von Mailand Azzo Visconti (1302–1339) und des Mailänder Erzbischofs Aicardo Antimiani (1317–1339) stand und mit dem Urseren im Streit war. Dann erging (wahrscheinlich 1333) auf Drängen der Herzöge Albrecht II. und Otto IV. von Habsburg und unter Vorgabe des von letzteren erhaltenen Reichsvogtei ein Befehl des neuen Disentiner Abtes ab 1330 oder 1331, Martin I., Freiherr von Sax-Misox (1295–1333) an Ursern, den Urnern den Weg über den Gotthard zu versperren. Diese beriefen sich auf ihre hergebrachten Freiheiten, wonach sie bei Landkriegen in Frieden leben sollten und verweigerten dies mit Verweis auf ihre Verbindung mit Uri und dem Reichsvogt von Moos. Nachdem das Kloster Disentis sich zum Krieg rüstete und sich wieder des Tales zu bemächtigen suchte, wurde deren Truppenaufgebot von den Urserentalern und zugezogenen Urnern unter deren Banner – welche mittlerweile zudem mit Freiherr Donat von Vaz († 1337/1338) verbündet waren – sowie Schwyzern und Unterwaldnern (auch Zürich wurde von den Waldstätten um Hilfe ersucht) unter Reichsvogt Konrad von Moos auf dem Oberalppass geschlagen. Bei dem Gefecht sollen 200 (nach anderen Quellen gar 500) der äbtischen Truppen gefallen sein, während die Gegner nur 50 Verwundete zu beklagen gehabt haben sollen. Der äbtische Hauptmann wurde gefangen und gegen ein Lösegeld von 1000 Pfund wieder auf freien Fuss gesetzt.

## Folgen
Als nach dem Tod von Abt Martin 1333 mit Thüring von Attinghausen († 1353) ein Urner Landmann Abt von Disentis wurde, konnte sich Ursern in der Folgezeit weitgehend selbst verwalten. Ab 1333 war Disentis Teil eines von den umliegenden Adelsherrschaften vereinbarten Landfriedens (darunter Albrecht I. von Werdenberg-Heiligenberg († um 1365), ab 1327 Reichsvogt von Uri, Schwyz und Unterwalden, und Johann von Attinghausen, nach dem Tod seines Vaters Werner 1321/29 Landammann von Uri), wodurch bis zum Ende dieses Landfriedens 1338 von weiteren Feindseligkeiten abgesehen wurde. 1335 erhielten die Urseren- und Livinentaler von Franchino Rusca († 1339), Herr von Como und Bellinzona, die Zollfreiheit in dessen Gebiet zugesprochen. Ein förmlicher Friedensvertrag kam erst 1339 zustande. Dieser wahrte die inneralpinen Handelsinteressen im Gebiet von Gotthard-, Oberalp-, Lukmanier-, Furka- sowie San Giacomo-Pass.
1354 bestätigte König Karl IV. die Unveräusserlichkeit der Reichsvogtei Ursern, 1382 verlieh der deutsche König Wenzel Ursern mit einem Freiheitsbrief die Reichsfreiheit; der Ammann fungierte fortan zugleich auch als Hochrichter. Diese Freiheit wurde mehrfach bestätigt, zuletzt durch Kaiser Maximilian II. 1566.
Am 12. Juni 1410 schloss die Talschaft Ursern aufgrund der bedrängten Lage vor allem durch das Livinental und Bellinzona mit dem Kanton Uri ein ewiges Landrecht und gelangte so zur Alten Eidgenossenschaft. Uri übernahm als Schirmort die Vertretung gegen aussen und behielt sich die Oberhoheit im Krieg vor, Ursern blieben im Inneren jedoch weitgehende Freiheiten, teilweise das eigene Gericht sowie Alpen und Allmenden. Für die Ursner bedeutete das Landrecht einen Verlust an Autonomie, da Uri einseitig den Vertrag kündigen konnte, dagegen aber die Ursner zu einer Erneuerung desselben verpflichten konnte. Daher pflegten letztere in der Folgezeit gewisse Vorbehalte gegenüber den Urnern, obwohl sie durchaus auch von der ab 1403 einsetzenden Südexpansion Uris profitierten. Das Landrecht wurde immer wieder erneuert, zuletzt 1779. 1649 wurden die letzten Verpflichtungen gegenüber dem Kloster Disentis, welches offenbar bereits 1426 auf seine weltlichen Ansprüche und Rechte verzichtete, auf Drängen Uris losgekauft.